# Perambakkam
Perambakkam es una ciudad censal situada en el distrito de Tiruvallur en el estado de Tamil Nadu (India). Su población es de 6462 habitantes (2011). Se encuentra a 16 km de Tiruvallur y a 52 km de Chennai.

## Demografía
Según el censo de 2011 la población de Perambakkam era de 6462 habitantes, de los cuales 3297 eran hombres y 3165 eran mujeres. Perambakkam tiene una tasa media de alfabetización del 82,80%, superior a la media estatal del 80,09%: la alfabetización masculina es del 89,11%, y la alfabetización femenina del 76,35%.